# مقاطعة برنتيس (ميسيسيبي)
مقاطعة برنتيس هي مقاطعة في مسيسيبي، بلغ عدد سكانها 25٬276  نسمة، في 2010، عاصمتها بونفيل، تبلغ مساحتها 1٬083 كيلومتر مربع.

## الموقع
تشترك في الحدود مع:
- مقاطعة ألكورن (ميسيسيبي)
- مقاطعة لي (ميسيسيبي).

## التقسيمات الإدارية
- بونفيل.